# Кипарисный парк
Кипари́сный парк (укр. Кипарисний парк) — парк на территории международного детского центра «Артек». Памятник садово-паркового искусства.

## Описание
Парк был основан ещё в начале XX века. В 1972 году парк был объявлен объектом общегосударственного значения. Площадь парка 9 гектаров.
На его территории собрано около 180 видов и декоративных форм деревьев и кустарников. Как следует из названия, больше всего в парке пирамидальных кипарисов. Произрастают также кипарисы горизонтальный, гваделупский, крупноплодный, гималайский, Макнаба. Кроме того, есть сосны итальянская, Монтезумы, пальма вееролистная, мирт обыкновенный, кедр болотный, мушмула японская.